# Lymeon bifasciatus
Lymeon bifasciatus là một loài tò vò trong họ Ichneumonidae.